# 柴胡桂枝湯
柴胡桂枝湯（さいこけいしとう）とは、長引く風邪で体力消耗したときによく用いられる漢方薬の処方。悪寒や発熱が繰り返し続き、関節の痛み、吐き気や下痢などの腹痛をともなう胃腸障害にも効果がある。出典は傷寒論、金匱要略。医療用医薬品と薬局等で販売される一般用医薬品がある。

## 構成生薬
柴胡、黄芩、半夏、生姜、大棗、人参、甘草、桂皮、芍薬。
小柴胡湯に体を温める桂皮と痛みを緩和する芍薬が加わった処方。

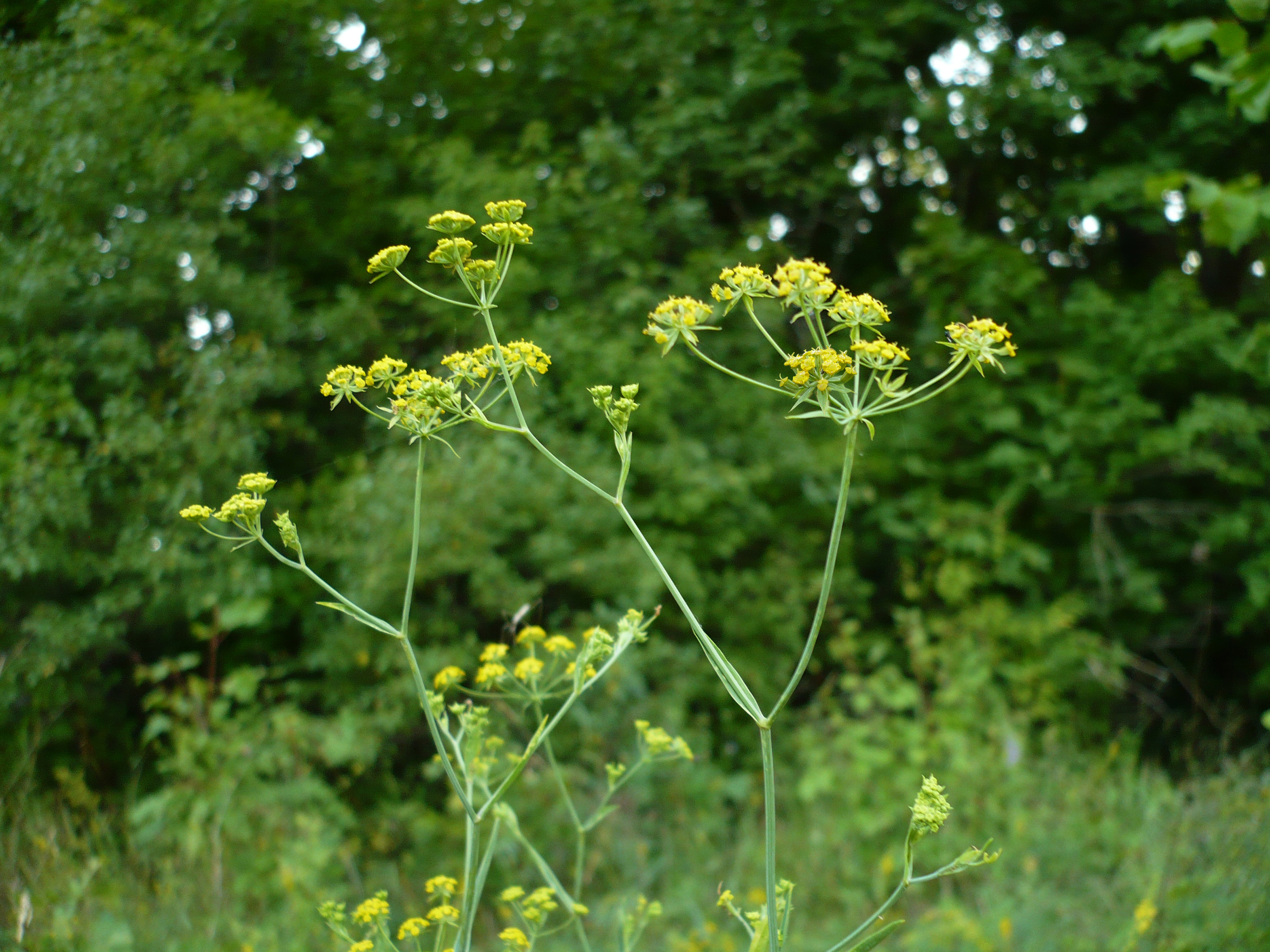
柴胡
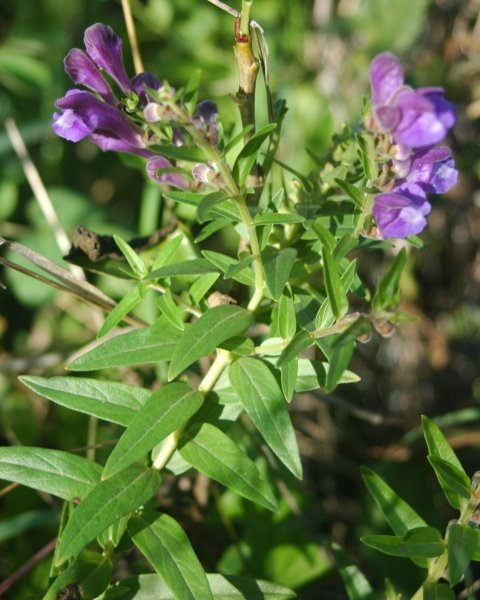
黄芩
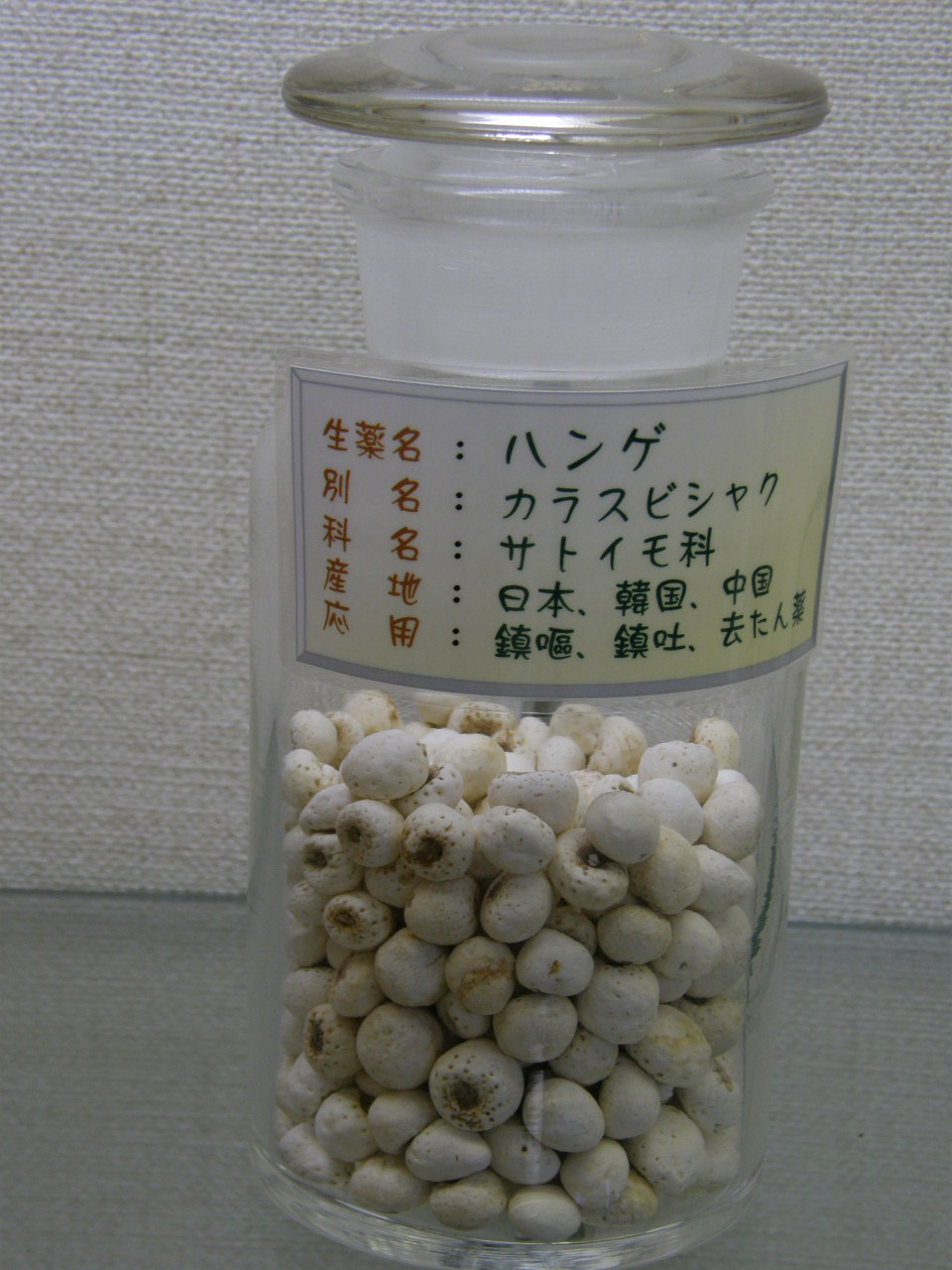
半夏
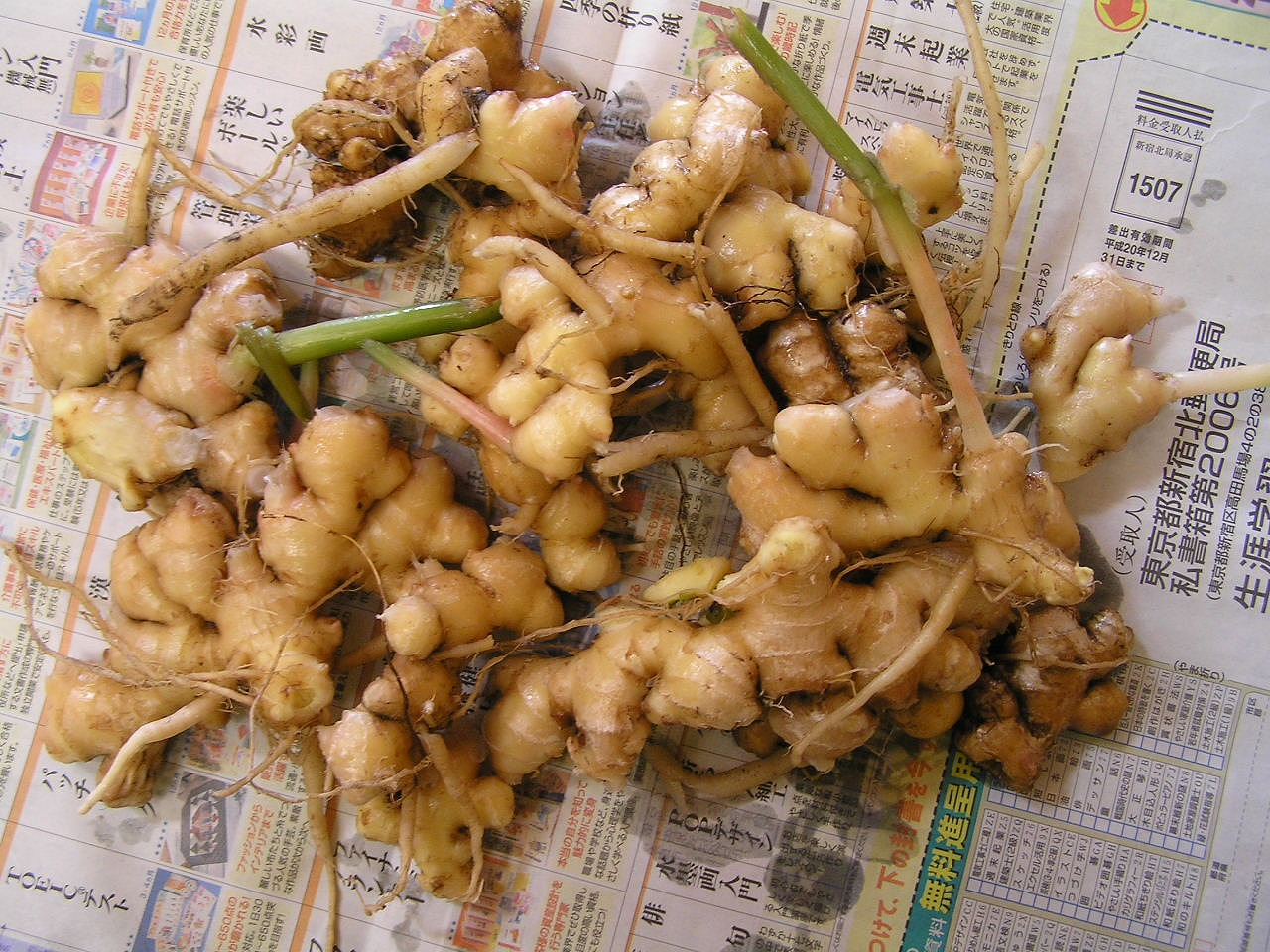
生姜
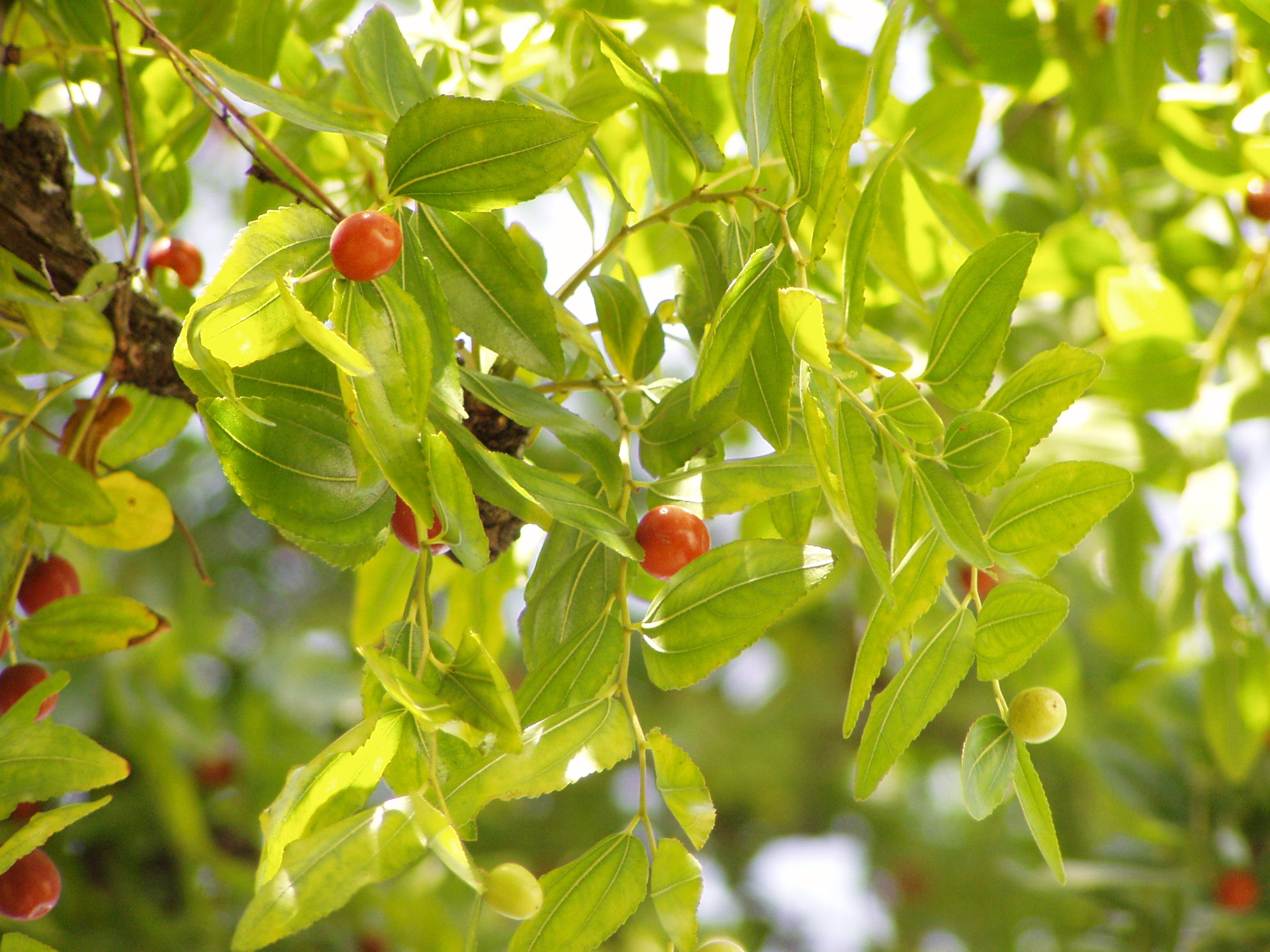
大棗
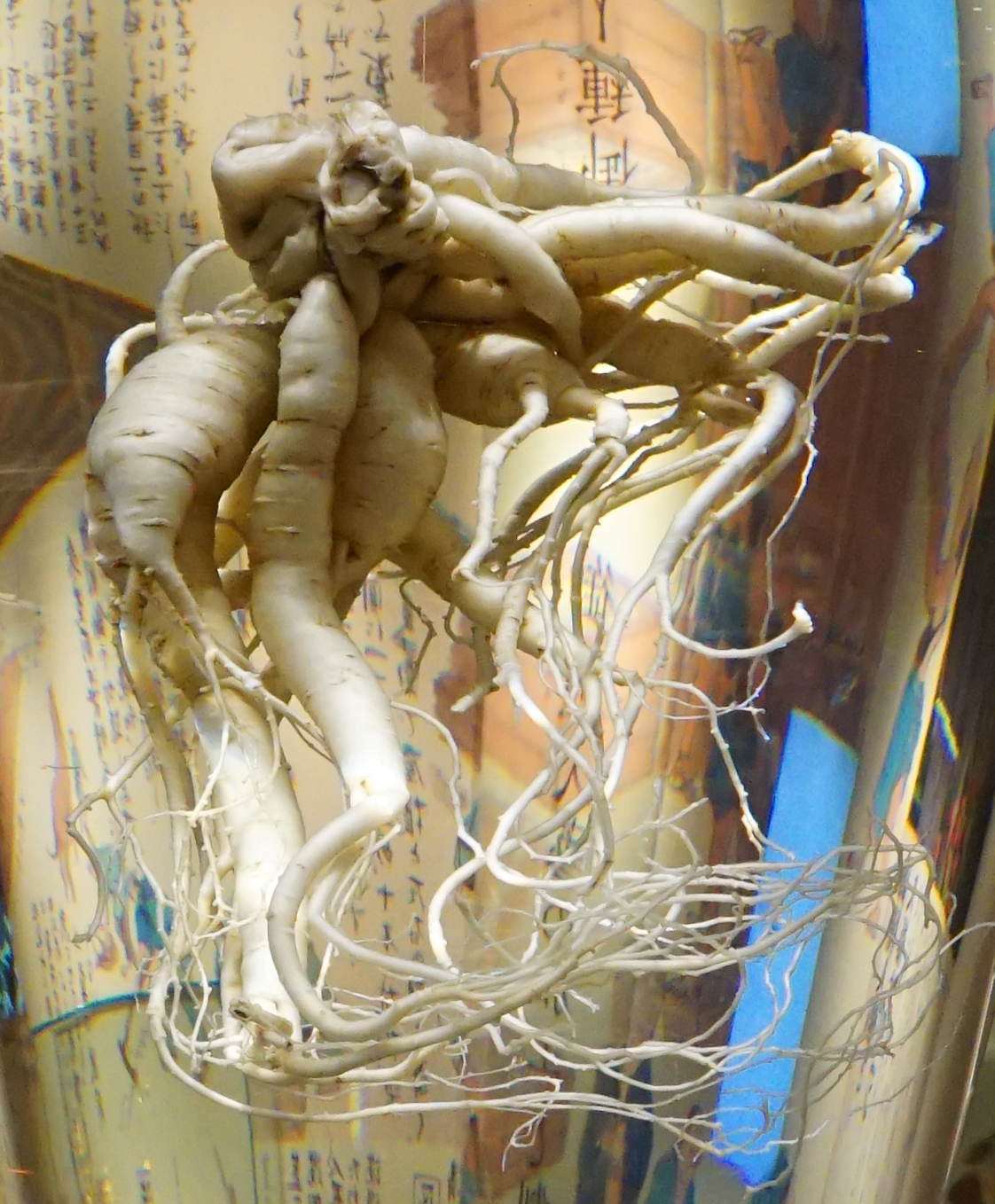
人参
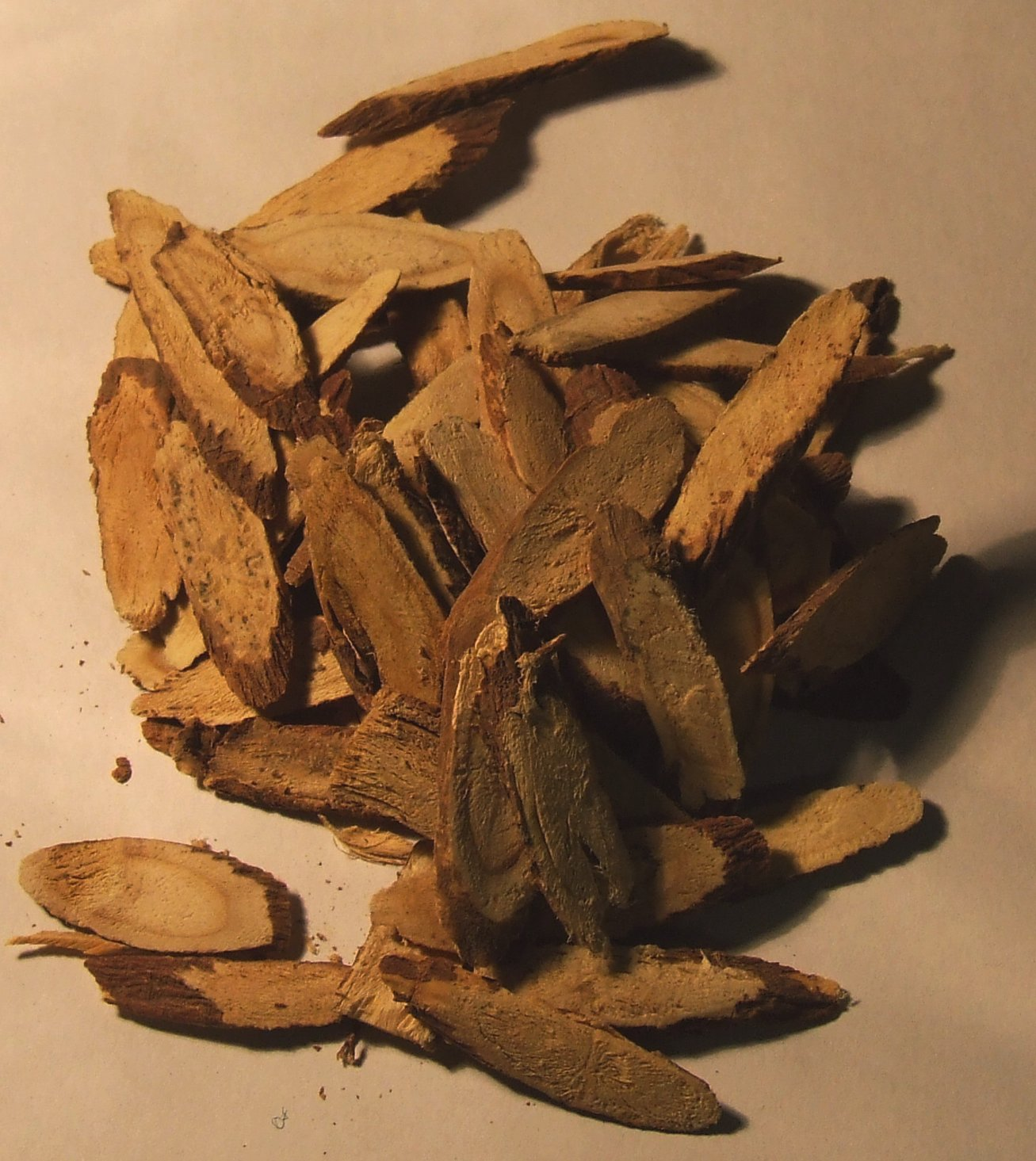
甘草
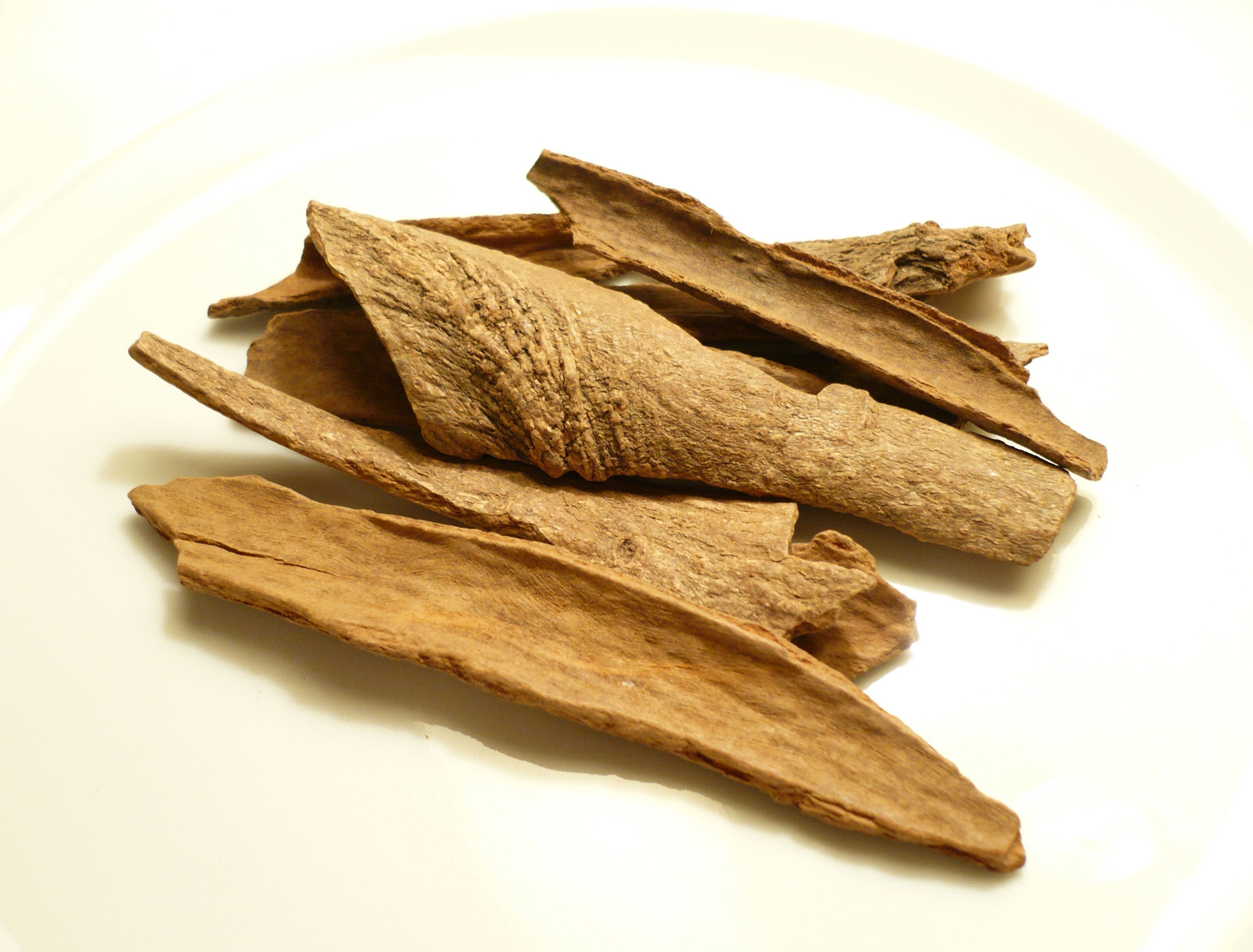
桂皮(ケイヒ)
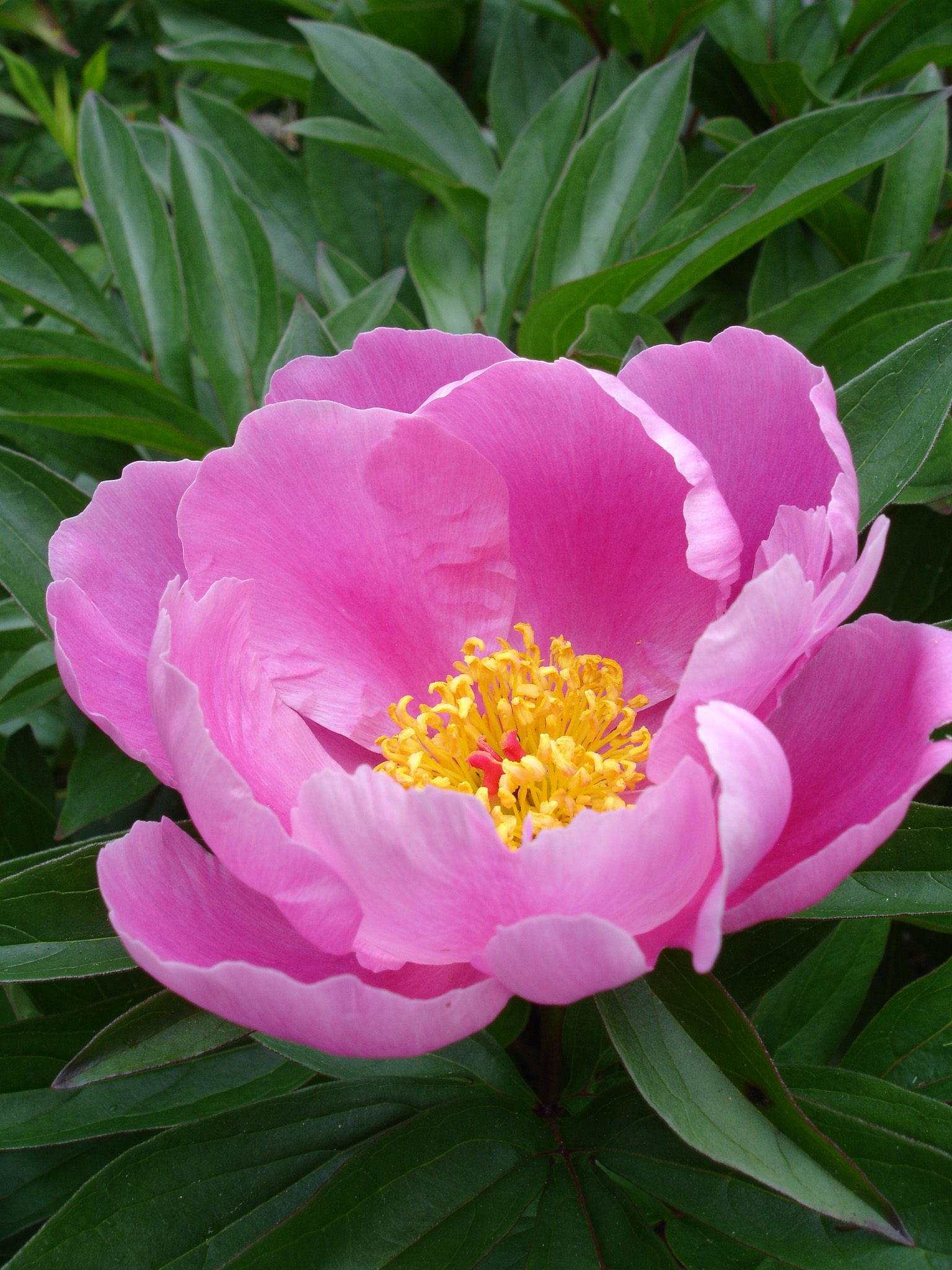
芍薬(シャクヤク)

## 適応症
体力中等度又はやや虚弱で、多くは腹痛を伴い、ときに微熱・寒気・頭痛・吐き気などのあるものの次の諸症：胃腸炎、風邪の中期から後期の症状。
風邪をこじらせてしまったとき、胃腸炎を伴う風邪、薬を服用して眠くなっては困る場合などに用いる。

## 服用
食前又は食間に水又は白湯にて服用する。食間とは、食後2～3時間を指す。

## 関連する方剤
- 小柴胡湯
- 芍薬甘草湯
- 桂枝湯